# Буршајд
Буршајд (фр. Bourscheid) насеље је и општина у североисточној Француској у региону Лорена, у департману Мозел која припада префектури Sarrebourg.
По подацима из 2011. године у општини је живело 222 становника, а густина насељености је износила 55,64 становника/km². Општина се простире на површини од 3,99 km². Налази се на средњој надморској висини од 283 метара (максималној 332 m, а минималној 279 m).

## Демографија
| 1962. | 1968. | 1975. | 1982. | 1990. | 1999. | 2011. |
| ----- | ----- | ----- | ----- | ----- | ----- | ----- |
| 61    | 67    | 121   | 130   | 121   | 227   | 222   |

График промене броја становника у току последњих година